# Resolution 452 des UN-Sicherheitsrates
Die Resolution 452 (1979) des UN-Sicherheitsrates befasst sich mit der Illegalität der israelischen Siedlungen in den Palästinensischen Gebieten von Ost-Jerusalem, dem Westjordanland, dem Gaza-Streifen und den Golan-Höhen.
Die Resolution sagt aus, dass die Politik Israels, in den besetzten arabischen Gebieten Siedlungen zu gründen, rechtswidrig sei und die vierte Genfer Konvention zum Schutze der Zivilbevölkerung in Zeiten des Krieges vom 12. August 1949 missachte. Sie ruft die israelische Regierung und das israelische Volk dringend dazu auf die Gründung, Konstruktion und Planung von Siedlungen in den arabischen Gebieten, einschließlich Jerusalems, zu beenden.
Die Resolution wurde am 20. Juli 1979 auf der 2159. Sitzung des UN-Sicherheitsrates mit 14 Stimmen ohne Gegenstimme angenommen, mit einer Enthaltung (Vereinigte Staaten).